# Meriania tolimana
Meriania tolimana är en tvåhjärtbladig växtart som beskrevs av José Cuatrecasas. Meriania tolimana ingår i släktet Meriania och familjen Melastomataceae. Inga underarter finns listade i Catalogue of Life.